# عروس دریایی آتولا
ژله ماهی آتول (نام علمی: Atolla wyvillei) نام یک گونه از رده فنجان‌زیان است.